# Paralecanium hainanense
Paralecanium hainanense är en insektsart som beskrevs av Takahashi 1942. Paralecanium hainanense ingår i släktet Paralecanium och familjen skålsköldlöss. Inga underarter finns listade i Catalogue of Life.